# Georg Stollenwerk
Pour les articles homonymes, voir Stollenwerk.
Georg Stollenwerk (né le 19 décembre 1930 à Düren en Rhénanie-du-Nord-Westphalie et mort le 1er mai 2014 à Cologne dans la même région) est un joueur de football international allemand, qui évoluait au poste de défenseur et milieu de terrain, avant d'ensuite devenir entraîneur.

## Biographie

### Carrière de joueur
Avec l'équipe d'Allemagne, il dispute 23 matchs (pour 2 buts inscrits) entre 1951 et 1960.
Il dispute les Jeux olympiques en 1952 ainsi que la coupe du monde de 1958.